# イオン大木店
イオン大木店（イオンおおきてん）とは、福岡県三潴郡大木町に存在するイオン九州が運営するショッピングセンターである。

## 沿革
- 2008年（平成20年）4月25日 - イオンスーパーセンター大木店として開店[1]。イオン九州のスーパーセンター（SuC）業態としては5店舗目の出店かつ筑後エリアでの出店は初である。
- 2019年（令和元年）10月25日 - イオンスーパーセンターから食品中心のイオンに業態転換。

## 主なテナント
- スーパービバホーム
- セリア
- モーリーファンタジー
- 未来屋書店

## 交通アクセス
自動車
- 有明沿岸道路（大川バイパス） 柳川西IC・三橋IC

鉄道
- 西鉄天神大牟田線 大溝駅